# Maria Vitale
Maria Vitale (1924 – Milano, 1984) è stata un soprano italiano particolarmente associata al repertorio italiano.

## Biografia
Studiò con la famosa Giannina Arangi-Lombardi a Milano. Inizialmente si pensava che la sua voce fosse quella di un soprano di coloratura, tuttavia su raccomandazione del compositore Riccardo Pick-Mangiagalli, si dedicò al repertorio di soprano drammatico. Dopo aver cantato nei concerti "Martini-Rossi" alla radio italiana, apparve come ospite all'Opéra di Parigi nel 1950 con notevole successo, cantando Norma, Leonora, Amelia e Aida. 
Nel 1951, anno del cinquantesimo anniversario della morte di Verdi, cantò parti importanti di opere verdiane meno conosciute per la RAI, in particolare: Leonora in Oberto, Conte di San Bonifacio , Giselda ne I Lombardi alla prima crociata, Lucrezia ne I due Foscari e Mina in Aroldo. Ha continuato a cantare in Italia, apparendo a Palermo, Firenze, Torino, Trieste, e in altre città. 
Nel 1953, cantò nel ruolo principale in Elisabetta, regina d'Inghilterra alla radio italiana, e si esibì al Festival di Edimburgo, nel ruolo di Desdemona nell'Otello di Rossini. 
Altri ruoli del suo repertorio erano Senta ne L'olandese volante ed Elsa in Lohengrin, ma è stata anche interprete di successo di lieder, una rarità tra i cantanti italiani, esibendosi in recital a Stoccarda, Francoforte e Berlino. 
La Vitale non raggiunse mai una carriera internazionale, come aveva sperato, e si ritirò, ancora al culmine della carriera, con suo marito nella cittadina di Munsingen in Svizzera. Successivamente insegnò per un po' negli Stati Uniti, e poi tornò in Europa e visse in parte a Munsingen, in parte a Milano, dove morì nel 1984. 
La sua voce può essere ascoltata nelle registrazioni de La vestale di Spontini, ne Il giuramento di Mercadante, in Oberto, I Lombardi, I due Foscari e Aroldo di Verdi.

## Repertorio
| Ruolo              | Titolo                           | Autore     |
| ------------------ | -------------------------------- | ---------- |
| Norma              | Norma                            | Bellini    |
| Margherita         | Mefistofele                      | Boito      |
| Santuzza           | Cavalleria rusticana             | Mascagni   |
| Carlotta           | Werther                          | Massenet   |
| Thaïs              | Thaïs                            | Massenet   |
| Elaisa             | Il giuramento                    | Mercadante |
| Poppea             | L'incoronazione di Poppea        | Monteverdi |
| Elisabetta         | Elisabetta, regina d'Inghilterra | Rossini    |
| Desdemona          | Otello                           | Rossini    |
| Giulia             | La Vestale                       | Spontini   |
| Leonora            | Oberto, conte di San Bonifacio   | Verdi      |
| Giselda            | I Lombardi alla prima crociata   | Verdi      |
| Lucrezia Contarini | I due Foscari                    | Verdi      |
| Odabella           | Attila                           | Verdi      |
| Lida               | La battaglia di Legnano          | Verdi      |
| Leonora            | Il trovatore                     | Verdi      |
| Mina               | Aroldo                           | Verdi      |
| Amelia             | Un ballo in maschera             | Verdi      |
| Aida               | Aida                             | Verdi      |
| Senta              | L'olandese volante               | Wagner     |
| Elsa di Brabante   | Lohengrin                        | Wagner     |
| Brunilde           | La Walkiria                      | Wagner     |
| Brunilde           | Sigfrido                         | Wagner     |
| Brunilde           | Il crepuscolo degli dei          | Wagner     |